# Куреи, Ахмед
Ахмед Али Мухаммед Куреи (араб. أحمد قريع‎), в некоторых российских изданиях именуется Ахмед Крэа, также известен как Абу Ала (араб. أبو علاء‎); 26 марта 1937, Абу-Дис, подмандатная Палестина — 22 февраля 2023) — палестинский государственный и политический деятель, представляющий движение «ФАТХ». Руководитель министерств экономики, торговли и промышленности ПНА в 1994—1996 годах, председатель Палестинского законодательного совета в 1996—2003 годах, премьер-министр ПНА в 2003—2006 годах.

## Биография
Ахмед Куреи родился в 1937 году в пригороде Иерусалима Абу-Дисе в зажиточной арабской семье. Начав делать карьеру в банковском деле, в 1968 году бросил её, присоединившись к палестинской организации «ФАТХ». Начиная с 1970-х годов Куреи возглавлял экономическую структуру «ФАТХ», известную как САМЕД — Трудовое общество палестинских мучеников. С середины 1970-х годов он управлял работой принадлежащих «ФАТХ» предприятий в Ливане, которые к 1980 году приносили доход в размере 40 млн долларов. Предоставляя работу 6,5 тысячам человек, эти предприятия были крупнейшим работодателем Ливана.
В 1982 году Куреи был назначен заместителем директора управления экономических связей ООП. В этом же году он отправился из Ливана вслед за Ясиром Арафатом в изгнание в Тунис. На фоне силового устранения многих влиятельных радикалов в руководстве ООП Куреи стал быстро подниматься в её внутренней иерархии и в 1989 году был избран членом ЦК «ФАТХ». В 1993 году он стал главой представительства ООП в секретных переговорах в Осло с израильской делегацией, ставших началом двустороннего израильско-палестинского мирного процесса.
В начале 1990-х годов Куреи продолжал играть ключевую роль в экономической деятельности ООП. В 1993 году он представил на конференции Всемирного банка план развития палестинских территорий. 5 июля того же года, после переезда руководства ООП в Палестину, Куреи был назначен министром экономики и торговли в первом правительственном кабинете Ясира Арафата, а также возглавил Палестинский экономический совет по развитию и реконструкции; позднее он был назначен палестинским министром промышленности. Вновь выступив в роли дипломатического представителя, он участвовал в переговорах в Табе (Египет), результатом которых стало подписание в сентябре 1995 года промежуточных соглашений между Израилем и ООП.
На выборах в Палестинский законодательный совет Куреи получил наибольшее число голосов среди кандидатов от Иерусалима и после формирования совета в январе 1996 года стал его спикером; в 1998 и 2001 годах он был успешно переизбран на этот пост. В июле 1999 года по приглашению своего израильского коллеги Авраама Бурга Куреи посетил кнессет, став наиболее высокопоставленным палестинским политиком на тот момент из совершивших такой визит. В 2000 году он вместе с Арафатом принял участие в саммите в Кэмп-Дэвиде, где израильскую сторону представлял Эхуд Барак, а посредником выступал президент США Билл Клинтон.
В 2003 году, после ухода в отставку главы палестинского кабинета министров Махмуда Аббаса, Куреи был назначен на его место. В июле 2004 года в обстановке хаоса и растущего насилия в секторе Газа Куреи уже и сам подал в отставку с поста премьера, но Арафату удалось уговорить его остаться главой правительства. После смерти Арафата осенью 2004 года Куреи наряду с Аббасом и рядом других высокопоставленных деятелей ООП решал вопрос наследования в иерархии этой организации. в итоге он сохранил за собой пост премьер-министра, Аббас стал новым руководителем «ФАТХ», а спикер Палестинского законодательного совета Раухи Фаттух временно принял на себя полномочия президента ПНА.
Куреи оставался премьер-министром до поражения «ФАТХ» на выборах 2006 года в Палестинский законодательный совет, после чего его сменил на этом посту Исмаил Хания. В 2009 году Куреи также потерял своё место в ЦК «ФАТХ».
Умер 22 февраля 2023 года в возрасте 85 лет.

## Политические позиции
Куреи, экономист по образованию, известен как успешный дипломат, обладающий шармом, чувством юмора и терпимостью. В палестинских кругах он имеет репутацию умеренного, прагматичного политика; принадлежащая ему компания производит цемент для строительства израильских поселений, в том числе еврейского района Хар-Хома в южном Иерусалиме. В то же время Куреи выступает за создание столицы Палестинского государства в Иерусалиме и право палестинских беженцев на возвращение на территорию Израиля. В ходе интифады Аль-Аксы он подчёркивал, что является сторонником вооружённой борьбы палестинцев против израильской оккупации их земель, но в то же время выступал против действий террористов-самоубийц в границах самого Израиля.